# Bundesmanteltarifvertrag für Arbeiter gemeindlicher Verwaltungen und Betriebe
| Basisdaten                                               | Basisdaten                                                                    |
| -------------------------------------------------------- | ----------------------------------------------------------------------------- |
| Titel:                                                   | Bundesmanteltarifvertrag für Arbeiter gemeindlicher Verwaltungen und Betriebe |
| Abkürzung:                                               | BMT-G II                                                                      |
| Unterzeichnung:                                          | 31. Januar 1962                                                               |
| Inkrafttreten:                                           | 1. April 1962                                                                 |
| Letzte Änderung durch: 1)                                | 31. Januar 2003                                                               |
| Inkrafttreten der letzten Änderung: 1)                   | 31. Januar 2003                                                               |
| 1) Bitte beachten Sie den Hinweis zur geltenden Fassung! |                                                                               |

Der BMT-G II – Bundesmanteltarifvertrag für Arbeiter gemeindlicher Verwaltungen und Betriebe war von 1962 bis 2005 die tarifvertragliche Grundlage für die der Arbeiterrentenversicherung unterliegenden Beschäftigten von kommunalen Verwaltungen und Betrieben in Deutschland.
Er war auf kommunaler Ebene das Pendant zum Bundes-Angestelltentarifvertrag (BAT), der die tariflichen Bedingungen der der Angestelltenrentenversicherung unterliegenden Beschäftigten regelte.
Mit der Einführung des Tarifvertrag für den öffentlichen Dienst (TVöD) am 1. Oktober 2005 ist der BMT-G II außer Kraft getreten.